# 徒歩7分
『徒歩7分』（とほ7ふん）は、NHK BSプレミアム「プレミアムよるドラマ」枠で2015年1月6日から2月24日まで放送された、前田司郎オリジナル脚本のテレビドラマ。全8話。前田にとっては初の連続ドラマ作品である。
田中麗奈演じる主人公・黒崎依子の「徒歩7分」圏内で起こる出来事を描くことがタイトルの由来で、2月3日放送の第5回では依子がトイレに閉じこめられるだけで1回を費やすエピソードが描かれた。

## キャスト
- 黒崎依子 - 田中麗奈
- 田中靖夫 - 田中圭
- 大島咲江 - 菜葉菜
- 遠藤光一 - 福士誠治
- 黒崎美紀 - 鮎川桃果
- 若井 - 青山美郷
- 春臣 - 平野勇樹
- 長井 - 石野真子

## スタッフ
- 作 - 前田司郎
- 演出 - 中島由貴
- 音楽 - 冬野ユミ
- 制作統括 - 山本敏彦

## 放送日程
| 放送回 | 放送日  | サブタイトル                 |
| ------ | ------- | ---------------------------- |
| 第1回  | 1月06日 | 踏み出せ！家の外に           |
| 第2回  | 1月13日 | あなたはいつも急             |
| 第3回  | 1月20日 | 正直、悪い気はしなかったわ   |
| 第4回  | 1月27日 | 私って悪い女よね             |
| 第5回  | 2月03日 | 私、今ためされてる？         |
| 第6回  | 2月10日 | 口に入れば一緒でしょ？       |
| 第7回  | 2月17日 | 追われるよりも追いかけたいの |
| 最終回 | 2月24日 | ここが崖だわ                 |

## 受賞歴
- 2015年ギャラクシー賞 テレビ部門2月度月間賞[5]
- 第33回（2014年度）向田邦子賞 （脚本 前田司郎）[6]